# Lepidus praecisio
Lepidus a fost un gen de dinozauri teropozi care au trăit la sfârșitul perioadei triasice, în urmă cu 223 de milioane de ani.

## Legături externe
Materiale media legate de Lepidus praecisio la Wikimedia Commons